# Charles Walter Simpson (Maler, 1885)

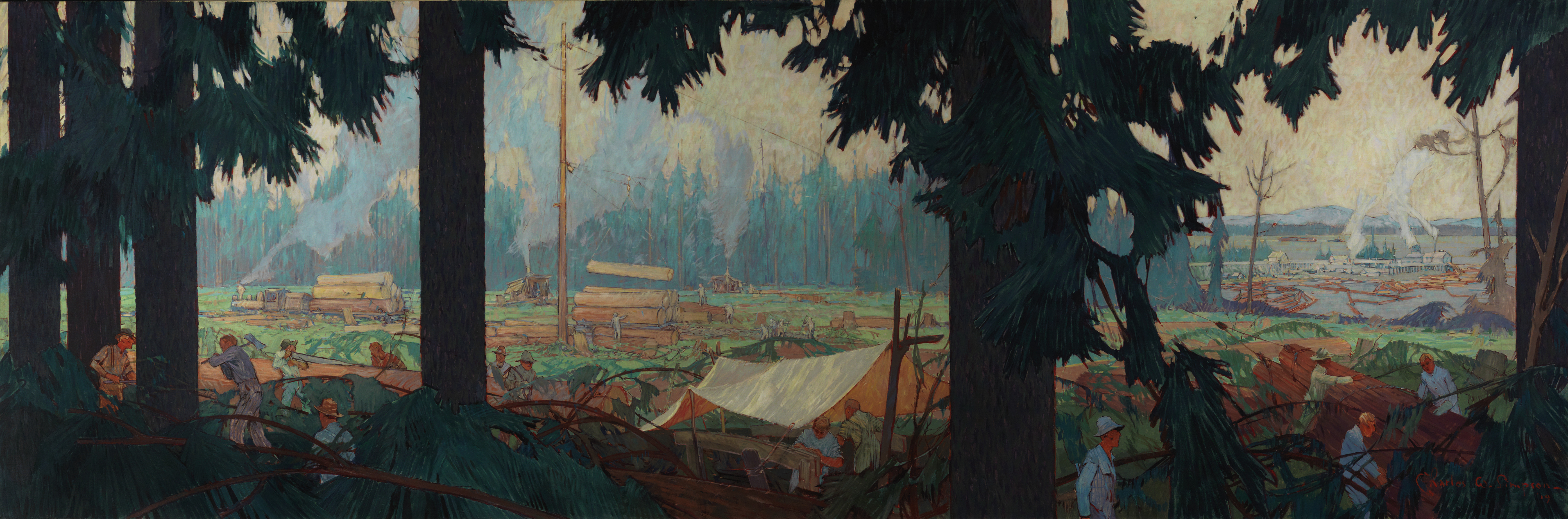
Charles Walter Simpson: Lumbering Aeroplane Spruce in BC, 1919. Canadian War Museum. Das Gemälde zeigt den Holzeinschlag für die Flugzeugproduktion in British Columbia. Im Auftrag des Canadian War Memorials Fund sollte Simpson diesen wichtigen kanadischen Beitrag zum Krieg darstellen. Doch als er im Frühjahr 1919 eintraf, war nicht nur der Holzeinschlag, sondern auch der Krieg zu Ende. Simpson arbeitete stattdessen mit Fotos und Notizen, die er bei einem Besuch in der Provinz gemacht hatte.

Charles Walter Simpson (* 8. Mai 1885 in Camberley, Surrey, England; † 3. Oktober 1971) war ein britischer Maler, bekannt für seine Tier- und Vogelbilder.  

## Leben
Charles Walter Simpson war der Sohn von Generalmajor C. R. Simpson des Lincolnshire Regiments und sollte ursprünglich eine militärische Laufbahn einschlagen. Ein Reitunfall in seiner Jugend verhinderte dies und er wandte sich der Kunst zu. Er studierte bei Lucy Kemp-Welch in Bushey, bei J. Noble Barlow und Stanhope Forbes in Newlyn und 1910 an der Académie Julian in Paris.
Er malte zusammen mit Alfred Munnings in Norfolk, was diesen veranlasst haben mag, sich 1908 der Newlyn-Künstlerkolonie anzuschließen. Die beiden Künstler blieben ihr Leben lang Freunde. 1913 heiratete Simpson die Künstlerin Ruth Alison. Das Paar lebte zunächst in Newlyn, dann in Lamorna und London, bevor sie sich endgültig in Penzance niederließen. Ab 1916 betrieben sie eine Malschule in St Ives. 1924 zog Simpson nach London, kehrte aber 1931 nach Cornwall zurück, wo er bis zu seinem Lebensende lebte.

## Werk
Charles Walter Simpson malte Landschaften sowie Tier- und Jagdszenen. Zwischen 1907 und 1953 stellte er in der Royal Academy 48 Werke aus. Viele seiner Jagdbilder wurden in der Zeitschrift Country Life veröffentlicht. Er malte in Öl, Aquarell und Tempera. Besonders bekannt ist seine Wild Bird Series, eine Serie von etwa 80 Gemälden in Öl und Gouache, die zwischen 1910 und 1920 entstand. Die Serie konzentrierte sich auf Vögel in ihrer natürlichen Umgebung und wich von der damals üblichen dekorativen Darstellung ab. Die Werke wurden in St Ives, Plymouth und in der Laing Art Gallery in Newcastle ausgestellt.
Simpson schrieb und illustrierte mehrere Bücher, darunter The Harboro Country, Leicestershire and Its Hunts, Trencher and Kennel und Animals and Bird Painting: The Outlook and Technique of the Artist.

## Auszeichnungen und Mitgliedschaften
Charles Walter Simpson gewann 1914 eine Goldmedaille in San Francisco, 1923 eine Silbermedaille im Pariser Salon und 1924 eine Goldmedaille für Sportmalerei bei den Olympischen Spielen in Paris. 1914 wurde er Mitglied des Royal Institute of Painters in Watercolours und 1921 des Royal Institute of Oil Painters. 1943 trat er der St Ives Society of Artists bei. Seine Werke befinden sich in mehreren öffentlichen Sammlungen, darunter im Victoria and Albert Museum.